# Six Heures à perdre
Pour plus de détails, voir Fiche technique et Distribution.
Six Heures à perdre est un film français réalisé par Alex Joffé et Jean Lévitte, sorti en 1947. 
Ce film n'a aucun rapport avec le roman de Robert Brasillach portant le même titre.

## Synopsis
Pris pour un certain Léopold de Witt, diplomate rentrant chez lui après une longue absence, un escroc qui voit dans cette confusion l'opportunité d'échapper aux douaniers, joue le jeu, se laisse emballer et se retrouve bientôt dans une luxueuse résidence au cœur d'une famille déchirée par des amours d'autant compliquées qu'elles ont toutes pour jonction un couple malhonnête récemment installé à demeure. 
L'imposteur, séduit par la candeur de ses enfants et, malgré sa rudesse, par son épouse aussi, est amené à jouer un rôle bienfaisant et purificateur pour tous et toutes. Pendant ces 6 heures, il va néanmoins être harcelé par 2 espions qui lui demandent sans cesse de lui remettre une "lettre" dont le contenu semble être une affaire louche. 
Le 'diplomate' éphémère finira abattu par les espions, qui constatent trop tard leur méprise sans en être autrement affectés.

## Fiche technique
- Titre : 'Six Heures à perdre
- Réalisation : Alex Joffé et Jean Lévitte
- Scénario original, adaptation, dialogues : Alex Joffé et Raoul André
- Photographie : Pierre Montazel
- Cadreur : Roger Dormoy, assisté de Robert Foucard, Roland Paillas, Raymond Letouzey
- Montage : Madeleine Gug, Denise Baby
- Musique : Henri Dutilleux, avec l'orchestre de la société des concerts du conservatoire, sous la direction de André Girard
- Décors : Guy de Gastyne assisté de André Robert
- Son : Maurice Carrouet
- Producteur délégué : René Guissart
- Société de production : Société Nouvelle Pathé Cinéma (France)
- Société de distribution : Pathé Consortium Cinéma
- Pays d'origine :  France
- Format :  Noir et blanc - 1,37:1 - 35 mm - Son mono (système R.C.A)
- Tournage dans les studios Pathé
- Genre : Film dramatique
- Durée : 90 minutes (1 h 30)
- Dates de sortie : 
  - France : 22 janvier 1947
- Visa d'exploitation : 3832

## Distribution
- André Luguet : le voyageur et son Excellence, Léopold de Witt
- Dany Robin : Rosy
- Denise Grey : Mme de Witt, la femme de son Excellence
- Jacqueline Pierreux : Simone
- Paulette Dubost : Annette
- Luce Fabiole : la voyageuse
- Marguerite de Morlaye : la douairière
- Jean-Jacques Delbo : Claude
- Pierre Larquey : Joseph
- Jean Gaven : Antoine
- François Joux : l’homme à l’enveloppe
- Jean-Jacques Rouff : le deuxième homme
- Robert Seller : le bourgmestre
- Michel Seldow : l’évêque
- Henri Vilbert : le douanier
- Marcel Lévesque : le général
- Albert Michel : le porteur
- Jean Richard : le sergent de ville
- Louis de Funès : le chauffeur de son Excellence : Léopold de Witt
- Jean Imbert